# Praha-Modřany
Praha-Modřany – stacja kolejowa w Pradze, w dzielnicy Modřany, w Czechach przy ulicy K Modřanskému nádraží 222/2. Znajduje się na linii kolejowej Praga – Vrané nad Vltavou. Znajduje się na wysokości 200 m n.p.m.
Jest zarządzany przez Správę železnic. Obecnie jest wyłączona z użytku, a obsługuje pociągi towarowe.

## Linie kolejowe
- 210 Praha - Vrané nad Vltavou - Čerčany